# William Stone
William Frederick « Bill » Stone, né le 23 septembre 1900 et mort le 10 janvier 2009, est l'un des derniers soldats britanniques de la Grande Guerre, et le dernier à avoir servi dans les deux conflits mondiaux. Incorporé le jour de ses 18 ans dans la Royal Navy, il ne put prendre part aux combats, étant encore en formation le jour de l'Armistice du 11 novembre 1918.